# La Palma del Condado (Gerichtsbezirk)
Der Gerichtsbezirk La Palma del Condado ist einer der sechs Gerichtsbezirke in der Provinz Huelva.
Der Bezirk umfasst 11 Gemeinden auf einer Fläche von 1.828,90 km² mit dem Hauptquartier in La Palma del Condado.

## Gemeinden
| Gemeinde                            | Einwohner (2024) | Fläche km² | Dichte Einw./km² | Cod INE | Postleitzahl |
| ----------------------------------- | ---------------- | ---------- | ---------------- | ------- | ------------ |
| Almonte                             | 24.863           | 859,21     | 29               | 21005   | 21730        |
| Bollullos Par del Condado           | 14.359           | 49,34      | 291              | 21013   | 21710        |
| Chucena                             | 2.238            | 26,06      | 86               | 21030   | 21891        |
| Escacena del Campo                  | 2.318            | 135,36     | 17               | 21032   | 21870        |
| Hinojos                             | 4.056            | 319,88     | 13               | 21040   | 21740        |
| Manzanilla                          | 2.216            | 39,69      | 56               | 21047   | 21890        |
| La Palma del Condado                | 10.709           | 60,39      | 177              | 21054   | 21700        |
| Paterna del Campo                   | 3.412            | 132,44     | 26               | 21056   | 21880        |
| Rociana del Condado                 | 7.985            | 71,95      | 111              | 21061   | 21720        |
| Villalba del Alcor                  | 3.302            | 62,42      | 53               | 21074   | 21860        |
| Villarrasa                          | 2.128            | 72,16      | 29               | 21077   | 21850        |
| Gerichtsbezirk La Palma del Condado | 77.586           | 1.828,90   | 42               | –       | –            |